# ديفي سنيدون
ديفي سنيدون (بالإنجليزية: Davie Sneddon)‏ (24 أبريل 1936 في المملكة المتحدة - 24 ديسمبر 2020) هو مدرب كرة قدم ولاعب كرة قدم بريطاني في مركز مهاجم داخلي. شارك مع منتخب اسكتلندا تحت 21 سنة لكرة القدم. أما مع النوادي، فقد لعب مع بريستون نورث إيند وريث روفرز ونادي دندي ونادي كيلمارنوك وهورلفورد يونايتد ‏.

## وصلات خارجية
- ديفي سنيدون على موقع قاعدة بيانات كرة القدم.إي يو (الإنجليزية)